# Episema swiderskii
Episema swiderskii är en fjärilsart som beskrevs av Andrzej Samuel Kostrowicki 1956.
Episema swiderskii ingår i släktet Episema och familjen nattflyn. Inga underarter finns listade i Catalogue of Life.